# Gunvor Kronman

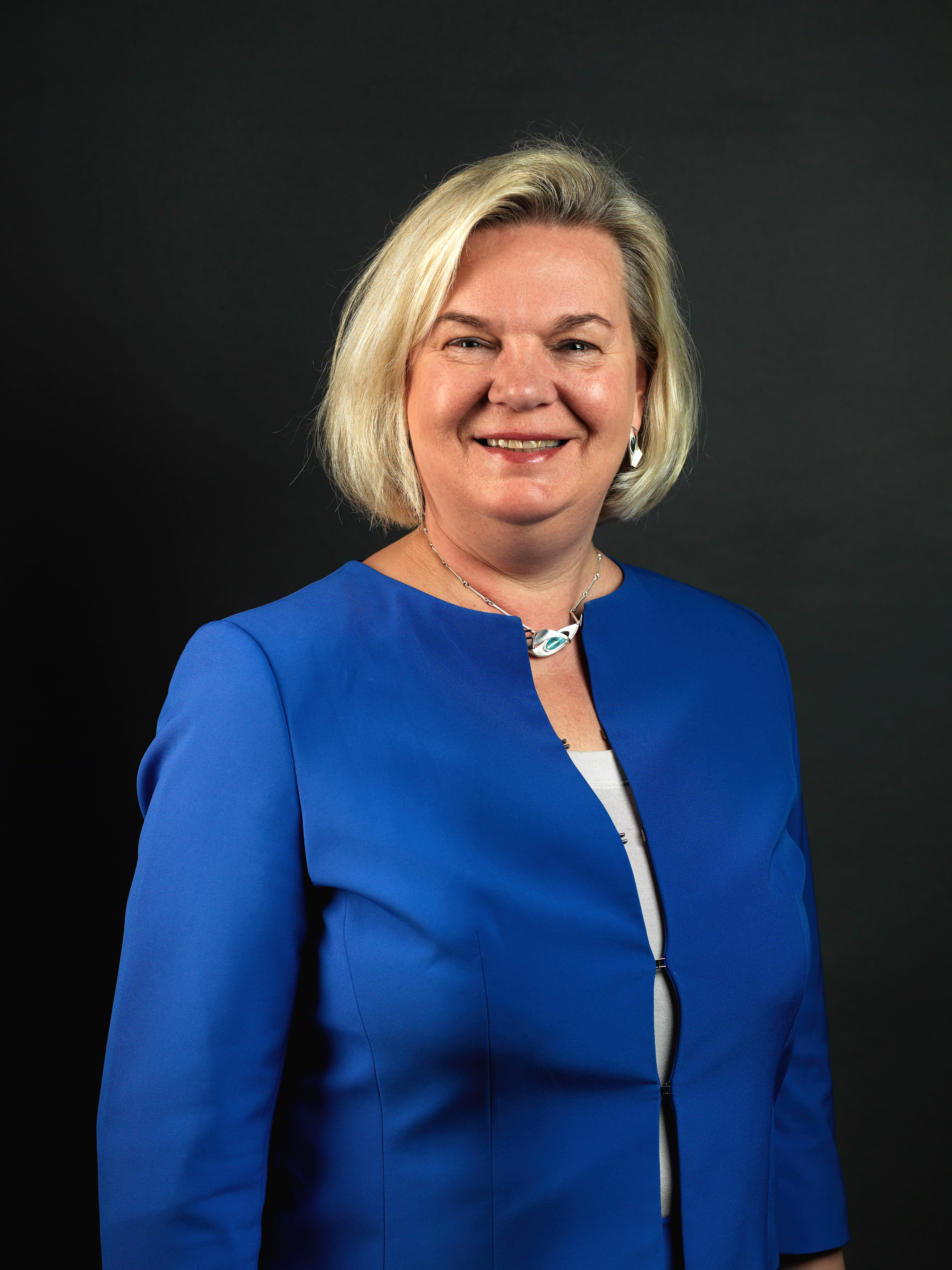
Gunvor Kronman, 2018.

Gunvor Kronman, född 1963 i Helsingfors, är en finlandssvensk kulturpåverkare och näringslivsprofil. I över 20 års tid har hon innehaft centrala positioner nationellt och internationellt inom såväl den privata, offentliga som ideella sektorn.
Kronman är VD för Hanaholmens kulturcentrum , direktör för Kulturfonden för Sverige och Finland samt styrelseordförande för Föreningen Konstsamfundet och smyckesföretaget Kalevala Koru. Gunvor Kronman är också viceordförande i Crisis Management Initiative (CMI) och Plan International samt styrelseledamot i bl.a. Pihlajalinna och Rand Corporation.

## Utbildning
Gunvor Kronman är filosofie magister från Helsingfors universitet och Eisenhower Fellow.